# إيميت أوكونور
إيميت أوكونور (13 سبتمبر 1992 في كندا - ) هو لاعب كرة قدم كندي في مركز الوسط. شارك مع منتخب كندا لكرة القدم. أما مع النوادي، فقد لعب مع نادي كرولي تاون ونادي ليويس.

## وصلات خارجية
- إيميت أوكونور على موقع قاعدة بيانات كرة القدم.إي يو (الإنجليزية)
- إيميت أوكونور على موقع Soccerbase.com (لاعب) (الإنجليزية)